# Nikola Karaklajić (calciatore)
Nikola Karaklajić (in serbo Никола Караклајић?; Belgrado, 5 febbraio 1995) è un calciatore serbo, centrocampista del Napredak Kruševac.

## Carriera

### Club
Ha giocato nella prima divisione dei campionati serbo e montenegrino.

### Nazionale
Ha giocato nelle nazionali giovanili serbe Under-17, Under-18 ed Under-20.